# 终极自定义夜晚
《终极自定义夜晚》是一款由史葛·戈晃开发制作的恐怖游戏，为玩具熊的五夜后宫系列之衍生作品。游戏集结来自前作的50只机械玩偶，玩家必须通过挑战并打败更多机械玩偶以获得高分。游戏于2018年6月27日发行在Microsoft Windows平台。

## 游戏玩法
本作集结了来自系列作各部的50只机械玩偶，玩家可以自行设定加入哪些玩偶并调整各自的难度等级。游戏也准备了一些挑战供玩家游玩，同时也允许玩家使用道具进行游戏。玩家在需要操纵门、监视系统与通风口的同时，也要留意周遭的温度、噪音、电力、管路等。玩家也可以选择适当地启用音乐盒、发电机、空调等。
每个角色都有不同的攻击方式，因此玩家必须用相对应的方法进行防御。除此之外，游戏中一位名为“Dee Dee”的角色也会随机在夜晚中加入其他角色，增加夜晚难度。玩家可以通过调整他们的难度获得高分，得到特定的分数后能够解锁过场动画，大多数都为动漫类型。

## 背景設定
本遊戲的故事元素因應主系列結束而明顯減弱，但仍有一定的內容留待玩家發掘。
不能安息的靈魂
根據大部分推論，本作為威廉·阿夫頓（即紫衣男）在《披薩餐館模擬器》中被大火燒毀後，靈魂被困在一個疑似「披薩餐館」的空間，不斷被自己創造的機械玩偶和他們的變異種殺死。機械玩偶們的話語中透露他們的岀現是因為一個「不該被殺的人」（The One You Should Not Have Killed），同時遊戲中被機械玩偶們殺死後的结束畫面偶尔会出现一個詭異的小孩子在微笑，因此可推論為一個被威廉殺死的孩子的靈魂。而在打破最高難度後，玩家會看到晃動的黃金佛萊迪，促使大部分人推論該孩子就是附身在黃金佛萊迪的女孩卡西迪（Cassidy），認為她不肯原諒威廉·阿夫頓，所以創造這個沒有真正結局的空間給威廉·阿夫頓受苦。
過場動畫
本作部分破關會觸發不同風格的動畫，展現一眾角色人性化後的幻想故事。雖然內容與主系列故事並無直接聯繫，但對白隱含對登場角色於系列定位的影射，因此可理解這些動畫的創造者對主系列發生的事件頗為熟悉，並非單純的二次創作。
多層世界觀的雛形
本作是繼《玩具熊的五夜世界》結束後，再度以超現實情節深入觸及系列世界本質的單一遊戲（不計算第五作的自定義夜晚）。很多遊戲常用，但絕不可能在現實發生的視覺效果與操作，讓玩家可以理解身處地方的層次跟主系列六部主線故事較強的的作品截然不同。
《世界》的惡果老人也在本作的彩蛋部分客串，內容顯示其似乎在與這個世界的創造者對話，並與其一同觀察這個空間中飽受煎熬的威廉·阿夫頓，由此可以見到系列原作者此時已有為系列拼砌出複數層面世界觀的意圖。
有研究結合原作者說過單以原作故事難以進一步拓展下去的說法，認為此舉是想以最初令本作成功的隱藏故事原素，維繫一直反覆推理內容的核心支持者，於商業上尋求原始驚嚇原素以外的支撐。
後續故事
本作雖為主系列終結相關的部分，但有研究指其在合作系列成為了開端。繼後作品《徵求協助》引伸出威廉·阿夫頓在上位世界化為電腦病毒的事件，實際上暗示了本作的空間最終反而成為威廉·阿夫頓意志完整保存的契機。至於卡西迪則只能成為一個隱藏遊戲「公主之旅」的主角，直至《安全漏洞》的其中一個結局才對上位世界造成影響。

## 开发
2018年2月16日，开发者史葛·戈晃表示想为《费斯熊佛莱迪的披萨餐厅模拟器》进行重大更新并添加额外内容（DLC），像是无尽模拟经营、自定义夜晚之类的游戏模式。隔天，戈晃在官网表示目前正在制作自定义夜晚，且将会包括40个机械玩偶，不过之后很快就增加至50个。3月6日，戈晃表示将会在《玩具熊的五夜后宫》发布四周年，也就是在2018年8月8日发布这个DLC。在5月4日，戈晃已完成制作游戏并进入测试阶段。5月31日，戈晃在Steam发布贴文，宣布将会让此DLC成为独立的游戏。
6月9日，戈晃已创建了商店页面，同时宣布游戏将会提早于2018年6月29日发布。然而之后作者又一次提早至6月27日。

## 评价
游戏发布的一个星期内就获得了“好评如潮”的评价。Rock, Paper, Shotgun称这个游戏“虽混乱但也带来了不少欢乐”。而PC Gamer则表示此游戏“给经典恐怖游戏的定义带来了巧妙的看法”。